# Kaiju No. 8
Kaiju No. 8 (jap. 怪獣8号 Kaijū 8-gō) – shōnen-manga autorstwa Naoyi Matsumoto, publikowana na łamach internetowego serwisu Shōnen Jump+ od 3 lipca 2020.
W Polsce prawa do dystrybucji mangi nabyło wydawnictwo Studio JG, prapremiera odbyła się zaś 5 listopada 2021 podczas jesiennego Festiwalu Mangowego w sieci sklepów Yatta.pl, a oficjalnie – 8 listopada.
Na podstawie mangi studio Production I.G wyprodukowało serial anime, który emitowano od kwietnia do czerwca 2024. Premiera drugiego sezonu zaplanowana jest na lipiec 2025.

## Fabuła
W Japonii potwory znane jako kaijū regularnie atakują ludność bronioną przez japoński Korpus Obrony. Gdy miasto przyjaciół - Kafki Hibino i Miny Ashiro zostaje zniszczone przez potwory, ci postanawiają zostać członkami Korpusu Obrony. Mina zasłynęła jako dowódca Trzeciej Jednostki Korpusu Obrony, podczas gdy Kafka wielokrotnie oblał egzamin i został członkiem ekipy sprzątającej Monster Sweeper Inc. zajmującej się usuwaniem zwłok potworów po bitwach. Po tym, jak mały gadający potwór wlatuje mu do ust, Kafka zyskuje zdolność przemiany w potwora, który przez Korpus Obrony zostaje nazwany „Kaiju Numer Osiem”. Kafka pozostaje w pełni świadomy w swojej formie, ale zyskuje nadludzką siłę i zostaje pierwszym potworem, który uciekł przed Korpusem Obrony.

## Bohaterowie
- Kafka Hibino (jap. 日比野カフカ Hibino Kafka)

Seiyū: Masaya Fukunishi 
- Reno Ichikawa (jap. 市川レノ Ichikawa Reno)

Seiyū: Wataru Kato 
- Mina Ashiro (jap. 亜白ミナ Ashiro Mina)

Seiyū: Asami Seto 
- Kikoru Shinomiya (jap. 四ノ宮キコル Shinomiya Kikoru)

Seiyū: Fairouz Ai 
- Soshiro Hoshina (jap. 保科宗四郎 Hoshina Soshiro)

Seiyū: Kengo Kawanishi 
- Iharu Furuhashi (jap. 古橋伊春 Furuhashi Iharu)

Seiyū: Yūki Shin 
- Haruichi Izumo (jap. ハルイチ出雲 Izumo Haruichi)

Seiyū: Keisuke Koumoto 
- Aoi Kaguragi (jap. 神楽木葵 Kaguragi Aoi)

Seiyū: Shunsuke Takeuchi 

## Manga
Pierwszy rozdział mangi został opublikowany 3 lipca 2020 na łamach internetowego serwisu Shōnen Jump+. 27 sierpnia 2020 ogłoszono zmiany, na mocy których kolejny rozdział jest publikowany co tydzień przez 3 tygodnie, po czym następuje tygodniowa przerwa. Następnie wydawnictwo Shūeisha rozpoczęło zbieranie pojedynczych rozdziałów do tankōbonów, których pierwszych z nich został wydany 4 grudnia 2020. Według stanu na 4 grudnia 2023, wydano do tej pory 11 tomów.
3 września 2021 wydawnictwo Studio JG podało do wiadomości, że nabyło prawa do dystrybucji mangi w Polsce. Pierwszy tom został wydany przedpremierowo 5 listopada podczas jesiennego Festiwalu Mangowego w sieci sklepów Yatta.pl, natomiast oficjalnie – 8 listopada.
| Nr | Język japoński   | Język japoński         | Język polski                                                     | Język polski           |
| Nr | Data wydania     | ISBN                   | Data wydania                                                     | ISBN                   |
| -- | ---------------- | ---------------------- | ---------------------------------------------------------------- | ---------------------- |
| 1  | 4 grudnia 2020   | ISBN 978-4-08-882525-0 | 5 listopada 2021 (przedpremierowo) 8 listopada 2021 (oficjalnie) | ISBN 978-83-8001-817-4 |
| 2  | 4 marca 2021     | ISBN 978-4-08-882611-0 | 19 stycznia 2022                                                 | ISBN 978-83-8001-866-2 |
| 3  | 4 czerwca 2021   | ISBN 978-4-08-882671-4 | 11 maja 2022                                                     | ISBN 978-83-8001-903-4 |
| 4  | 4 września 2021  | ISBN 978-4-08-882815-2 | 17 czerwca 2022 (przedpremierowo) 30 czerwca 2022 (oficjalnie)   | ISBN 978-83-8001-949-2 |
| 5  | 3 grudnia 2021   | ISBN 978-4-08-882872-5 | 5 września 2022                                                  | ISBN 978-83-8257-002-1 |
| 6  | 4 marca 2022     | ISBN 978-4-08-883053-7 | 28 lutego 2023                                                   | ISBN 978-83-8257-115-8 |
| 7  | 4 lipca 2022     | ISBN 978-4-08-883170-1 | 3 lipca 2023                                                     | ISBN 978-83-8257-184-4 |
| 8  | 4 listopada 2022 | ISBN 978-4-08-883305-7 | 7 listopada 2023                                                 | ISBN 978-83-8257-207-0 |
| 9  | 3 marca 2023     | ISBN 978-4-08-883443-6 | 29 kwietnia 2024                                                 | ISBN 978-83-8257-413-5 |
| 10 | 4 sierpnia 2023  | ISBN 978-4-08-883613-3 | 14 czerwca 2024                                                  | ISBN 978-83-8257-457-9 |
| 11 | 4 grudnia 2023   | ISBN 978-4-08-883747-5 | 20 stycznia 2025                                                 | ISBN 978-83-8257-636-8 |
| 12 | 4 kwietnia 2024  | ISBN 978-4-08-883898-4 | 30 lipca 2025                                                    | ISBN 978-83-8257-791-4 |
| 13 | 4 lipca 2024     | ISBN 978-4-08-884160-1 | —                                                                |                        |
| 14 | 1 listopada 2024 | ISBN 978-4-08-884315-5 | —                                                                |                        |
| 15 | 4 marca 2024     | ISBN 978-4-08-884492-3 | —                                                                |                        |

## Anime
4 sierpnia 2022 ogłoszono, że manga otrzyma adaptację w formie anime. Później ujawniono, że będzie to serial telewizyjny wyprodukowany przez studio Production I.G. Serial wyreżysowali Shigeyuki Miya i Tomomi Kamiya, scenariusz napisał Ichirō Ōkouchi, projekty kaiju wykonało Studio Khara, a muzykę skomponował Yuta Bando. Anime było emitowane od 13 kwietnia do 29 czerwca 2024 na antenie TV Tokyo oraz w serwisie X (dawniej Twitter). Motywem otwierającym jest „Abyss” autorstwa Yungblud, natomiast kończącym „Nobody” w wykonaniu OneRepublic.
Po emisji ostatniego odcinka zapowiedziano powstanie sequela. Później ujawniono, że będzie to drugi sezon, którego premiera zaplanowana jest na lipiec 2025. Film kompilacyjny obejmujący wydarzenia z pierwszego sezonu oraz oryginalny odcinek „Hoshina no kyūjitsu” (jap. 保科の休日) będzie wyświetlany w japońskich kinach przez trzy tygodnie, począwszy od 28 marca 2025.

## Odbiór

### Popularność
Według Yūty Momiyamy, zastępcy redaktora naczelnego serwisu Shōnen Jump+, zarówno Kaiju No. 8, jak i Spy × Family są bardzo popularnymi seriami, które radzą sobie szczególnie dobrze w serwisie Manga Plus. 2 grudnia 2020 ogłoszono, że liczba wyświetleń przekroczyła próg 30 milionów. Osiągając ten wynik, Kaiju No. 8 stało się najszybszą serią publikowaną na łamach Shōnen Jump+, a każdy z następnych rozdziałów osiąga milion wyświetleń. 8 lutego 2021 poinformowano, że łączna liczba wyświetleń rozdziałów wyniosła 70 milionów.

### Sprzedaż
W pierwszym tygodniu od premiery pierwszego tomu mangi sprzedano 90 831 egzemplarzy, natomiast w drugim tygodniu – 69 404 egzemplarzy. 4 marca 2021 ogłoszono, że łączny nakład serii wyniósł milion sztuk wersji tankōbon oraz 200 000 sztuk wersji cyfrowej, uzyskując tym samym miano najszybciej sprzedającej się mangi z serii Shōnen Jump+.
| Data        | 2021      | 2021      | 2021      | 2021       | 2021       | 2021      | 2022      |
| Data        | 4 marca   | 26 marca  | 2 czerwca | 14 czerwca | 3 września | 3 grudnia | 4 marca   |
| ----------- | --------- | --------- | --------- | ---------- | ---------- | --------- | --------- |
| Ilość sztuk | 1 000 000 | 1 500 000 | 2 500 000 | 3 000 000  | 4 000 000  | 5 500 000 | 6 700 000 |

### Opinie i krytyka
Antonio Mireles z portalu The Fandom Post w pozytywnej recenzji pierwszych pięciu rozdziałów napisał, że Kaiju No. 8 ma wciągające założenie i „mnóstwo wciągających aspektów, którymi może się bawić”, choć metamorfoza jest narzędziem fabularnym, które często widywany, czuł, że postać Kafki „dodaje nowego życia” tropowi. Dodał też, że to „taki wstyd”, że historia przeniosła się z Monster Sweeper Inc. do Korpusu Obrony, ponieważ ta pierwsza mogła być źródłem urzekających historii. Uważa, że Kafka Hibino i jego imię mają na celu porównanie do opowiadania Przemiana Franza Kafki. Chociaż odnosi się do Kikoru Shinomiyi jako „typowej rozpieszczonej i uzdolnionej dziewczyny”, Mireles nazwał ją ekscytującą rywalką dla Kafki. Bardzo chwalił projekty kaijū Matsumoto i sztukę jako „piękną i groteskową przedstawioną w dobry sposób”, ale nie podobało mu się, że wnętrzności potworów są autocenzurowane przez autora.

### Nagrody i wyróżnienia
| Rok  | Ceremonia                                        | Kategoria         | Rezultat    | Źródło        |
| ---- | ------------------------------------------------ | ----------------- | ----------- | ------------- |
| 2021 | Manga Taishō                                     | manga             | 14. miejsce | [ 55 ] [ 56 ] |
| 2021 | Next Manga Award                                 | manga internetowa | Wygrana     | [ 57 ]        |
| 2021 | Top 10 Manga (wg portalu School Library Journal) | manga             | 3. miejsce  | [ 58 ]        |
| 2021 | Da Vinci Manga Ranking                           | manga             | 12. miejsce | [ 59 ]        |
| 2022 | Kono manga ga sugoi!                             | manga             | 3. miejsce  | [ 60 ] [ 61 ] |
| 2022 | Nagroda Kulturalna im. Osamu Tezuki              | manga             | Nominacja   | [ 62 ]        |
| 2022 | Shoten-in ga eranda osusume Comic 2022           | manga             | 2. miejsce  | [ 63 ]        |